# Lupinus multiflorus
Lupinus multiflorus är en ärtväxtart som beskrevs av Louis Auguste Joseph Desrousseaux. Lupinus multiflorus ingår i släktet lupiner, och familjen ärtväxter. Inga underarter finns listade i Catalogue of Life.